# Либенвалде
Либенвалде (њем. Liebenwalde) град је у њемачкој савезној држави Бранденбург. Једно је од 19 општинских средишта округа Оберхафел. Према процјени из 2010. у граду је живјело 4.458 становника. Посједује регионалну шифру (AGS) 12065193.

## Географски и демографски подаци
Либенвалде се налази у савезној држави Бранденбург у округу Оберхафел. Град се налази на надморској висини од 41 метра. Површина општине износи 142,1 km². У самом граду је, према процјени из 2010. године, живјело 4.458 становника. Просјечна густина становништва износи 31 становника/km².

## Међународна сарадња
| Мјесто    | Држава | Врста сарадње | Од    |
| --------- | ------ | ------------- | ----- |
| Хундестед | Данска | партнерство   | 1993. |
| Извор     |        |               |       |